# Wilhelm Muster
Wilhelm Muster (Pseudonym Ulrich Hassler, * 12. Oktober 1916 in Graz; † 26. Jänner 1994 ebenda) war ein österreichischer Schriftsteller und literarischer Übersetzer.

## Biografie
Wilhelm Muster war der Sohn eines Zollwachebeamten. Er verbrachte seine Kindheit und Jugend in Mureck (Steiermark). Er besuchte die Bundeserziehungsanstalt Wiener Neustadt, eine Internatsschule für begabte Schüler ohne Zugang zu höheren Schulen und legte dort 1935 die Reifeprüfung ab. Anschließend studierte er an der Universität Graz ohne konkretes Studienziel Romanistik, Germanistik, Medizin und Zoologie; daneben assistierte er als Hilfsregisseur am Grazer Opernhaus. 1941 bestand er die Prüfung für das Lehramt und arbeitete als Volksschullehrer im Burgenland und in Maribor. Da er militäruntauglich war, blieb seine Zeit bei der Wehrmacht 1943 nur eine kurze Episode. Er setzte sein Studium in Graz fort, nunmehr in den Fächern Alte Geschichte, Germanistik, Komparatistik, Völkerkunde und Zoologie, nach 1945 auch in Volkskunde und Vergleichender Religionswissenschaft. 1947 promovierte er mit einer Arbeit über den Schamanismus zum Doktor der Philosophie.
1952 ging Muster nach Spanien, wo er an der Universität Complutense Madrid als Lektor tätig war. Die Beschäftigung mit der spanischsprachigen Literatur führte dazu, dass er ab 1958 aus dem Spanischen ins Deutsche übersetzte. 1960 übersiedelte er nach Ibiza, bevor er 1962 nach Graz zurückkehrte. Er unternahm in den folgenden Jahren mehrere längere Reisen u. a. in die Sahara. Von 1965 bis 1978 war er Lektor für Spanische Sprache an der Universität Graz.

## Zum Werk
Wilhelm Muster gilt als stark von spanischen und lateinamerikanischen Autoren beeinflusster Erzähler und daher als Außenseiter in der österreichischen Literatur seiner Zeit. Die Handlung seiner fantastischen, weitschweifig erzählten, komplexen Prosawerke präsentiert sich selten geradlinig, sondern vielfach gebrochen, was neben Musters Vorliebe für die Fälschung zur Irritation des Lesers beiträgt.
Seine ersten Werke erschienen bereits in der Nachkriegszeit, Würdigung als Autor österreichischer Gegenwartsliteratur erfuhr Muster jedoch erst in den 1980er Jahren. Die Komplexität seiner Erzählstruktur wurde zwar der Tradition der österreichischen Moderne zugeordnet, der Einfluss der Postmoderne, vor allem der lateinamerikanischen, wurde dagegen nicht berücksichtigt.
Heute zählt Muster zu den bedeutendsten deutschsprachigen Übersetzern aus dem Spanischen.

## Preise (Auswahl)
- 1970: Miguel de Unamuno-Preis der Deutschen Miguel de Unamuno-Gesellschaft
- 1983: Literaturpreis des Landes Steiermark
- 1987: Österreichischer Staatspreis für literarische Übersetzung
- 1991: Franz-Nabl-Preis

## Werke
- Vom Nutzen der Flaschenpost oder Der Umweg über Westindien, Zürich 1953
- Aller Nächte Tag, Stuttgart 1960 (unter dem Namen Ulrich Hassler)
- Die Reise nach Cerveteri, Wien 1957. 1984 vom Grazer Künstler Herbert Josef Grosschedl als Video verfilmt, Darsteller: Erik Göller, Rolf Kanies, Karin Kienzer und andere.
- Spanien, Olten [u. a.] 1972 (zusammen mit Hanns Buisman)
- Der Tod kommt ohne Trommel, Stuttgart 1980
- Die Hochzeit der Einhörner, Stuttgart 1981. (Darin wird auch das Schicksal von Robert Musils Romanfigur General Stumm von Bordwehr aus Der Mann ohne Eigenschaften weiterzählt.)
- Gehen, reisen, flüchten, Graz 1983
- Monsieur Musters Wachsfigurenkabinett, Graz 1984
- Pulverland, Stuttgart 1986
- Sieger und Besiegte, Graz [u. a.] 1989
- Mars im zwölften Haus, Graz 1991
- Auf den Spuren der Kuskusesser, Graz [u. a.] 1993

## Übersetzungen
- Pío Baroja: Paradox, König, Ravensburg 1991
- Alfonso Martínez Garrido: Furcht und Hoffnung, Stuttgart 1968
- Juan Carlos Onetti: Abschiede, Frankfurt am Main 1994
- Juan Carlos Onetti: Grab einer Namenlosen, Frankfurt am Main 1988
- Juan Carlos Onetti: So traurig wie sie, Frankfurt am Main 1981
- Ramón Pérez de Ayala: Artemis, Berlin [u. a.] 1959
- Ramón Pérez de Ayala: Belarmino und Apolonio, Frankfurt am Main 1958
- Ramón Pérez de Ayala: Tiger Juan, Frankfurt am Main 1959
- Benito Pérez Galdós: Miau, Frankfurt/Main 1960
- Francisco de Quevedo y Villegas: Gedichte, Stuttgart 1982
- Francisco de Quevedo y Villegas: Leben des Don Pablos, Landstörzers, Erzschelmen und Hauptvagabunden, Stuttgart 1984
- Francisco de Quevedo y Villegas: Die Träume. Die Fortuna mit Hirn oder Die Stunde aller, Frankfurt am Main 1966
- Pedro Salinas: Verteidigung des Briefes, Frankfurt am Main [u. a.] 1983
- Ramón J. Sender: Die Brautnacht des schwarzen Trinidad, Frankfurt am Main 1964
- Ramón J. Sender: Die fünf Bücher der Ariadne, Frankfurt am Main 1966
- Miguel de Unamuno: Ein ganzer Mann, Ravensburg 1989